# Coert van Dalsen Fontein
Coert van Dalsen Fontein (Dronrijp, 5 mei 1842 - Leeuwarden, 9 december 1897) was een Nederlands bestuurder.

## Leven en werk
Van Dalsen Fontein was een zoon van mr. Augustus Goëtius van Dalsen Fontein (1811-1892), advocaat en secretaris van Menaldumadeel, en Jantje van Calcar (1815-1883). Hij bleef ongehuwd.
Hij was volontair ter secretarie in Kollumerland toen hij in november 1875 werd benoemd tot burgemeester van Sloten. Hij bleef er niet lang, al in augustus 1876 werd hij benoemd tot burgemeester van Barradeel. Hij woonde als zodanig in Sexbierum. In Barradeel bleef hij aan tot zijn overlijden in 1897, op 55-jarige leeftijd.